# Ламінін
Ламінін — це білковий компонент базальної пластинки, типу міжклітинної матриці шарів епітеліальних клітин. Ці білки являють собою глікопротеїни, що секретуються клітинами і зв'язуються один з одним та з іншими компонентами базальної ламіни, формуючи щільну мережу. Кожна молекула ламініну є комплексом-тримером, складеним з альфа-, бета- і гамма- ланцюгів, з яких складаються 14 відомих типів ламініну.

## Гени
У людини субодиниці ламініну кодуються такими генами:
- альфа-ізоформи: LAMA1, LAMA2, LAMA3, LAMA4, LAMA5
- бета-ізоформи: LAMB1, LAMB2, LAMB3, LAMB4
- гама-ізоформи: LAMC1, LAMC2, LAMC3

## Виноски
1. ↑  M. A. Haralson and John R. Hassell (1995). Extracellular matrix: a practical approach. Ithaca, N.Y: IRL Press. ISBN 0-19-963220-0.
2. ↑  Colognato H, Yurchenco P (2000). Form and function: the laminin family of heterotrimers. Dev. Dyn. 218 (2): 213—34. PMID 10842354.